# Lucas Giovini
Lucas Raúl Giovini Schiapino (La Laguna, Córdoba, 13 de octubre de 1981) es un exfutbolista argentino nacionalizado chileno que jugaba como portero. 
Su hermano Sebastián Giovini también es futbolista y arquero, ataja en Defensores de Belgrano.

## Trayectoria
Comenzó su carrera profesional atajando en Almirante Brown de Arrecifes en el año 2000, teniendo una carrera por diferentes equipos del ascenso del fútbol argentino, hasta su llegada en 2008 a Unión San Felipe de Chile, equipo con el que ascendió a Primera División y ganó la Copa Chile 2009.
El año 2010 arriba a Unión La Calera, donde también logra el ascenso. Tras destacadas campañas, incluyendo una semifinal de Playoffs en el Torneo Apertura 2011, el año 2013 es cedido a Ñublense. Tras volver en 2014 a Calera por dos temporadas, en 2016 es transferido a Quilmes, donde se vio envuelto en un lío dirigencial, el cual se debió al no pago de Quilmes por los derechos federativos de Giovini a Unión la Calera, que denunció a la FIFA al conjunto argentino, lio que lo privó de ver minutos de juego.
En abril de 2017 se desvinculó de Quilmes, volviendo a Unión La Calera, donde se transformó en el héroe de un nuevo ascenso a Primera División, tras vencer en la Promoción a Santiago Wanderers por definición a penales, donde atajó dos disparos.
Tras un par de temporadas como suplente en el conjunto calerano, en 2020 fue anunciado como nuevo jugador de Magallanes. En 2021, tras 11 años regresó a Unión San Felipe. Tras no lograr el ascenso, en febrero de 2022 anunció su retiro del fútbol profesional.
Actualmente, se dedica  a su negocio gatronómico, "El crack del asado", junto a otros proyectos familiares que tiene en las comunas de La Calera y La Cruz, provincia de Quillota, donde se encuentra radicado.

## Clubes
| Club                | País      | Año       | Partidos | Goles |
| ------------------- | --------- | --------- | -------- | ----- |
| Almirante Brown (A) | Argentina | 2000-2001 | 0        | 0     |
| Luján               | Argentina | 2001-2002 | 5        | 0     |
| Villa Dálmine       | Argentina | 2002-2004 | 48       | 0     |
| Brown (A)           | Argentina | 2004-2005 | 10       | 0     |
| Acassuso            | Argentina | 2005-2006 | 26       | 0     |
| Colegiales          | Argentina | 2007-2008 | 37       | 0     |
| Unión San Felipe    | Chile     | 2008-2009 | 50       | 0     |
| Unión La Calera     | Chile     | 2010-2012 | 123      | 0     |
| Ñublense            | Chile     | 2013-2014 | 50       | 0     |
| Unión La Calera     | Chile     | 2014-2016 | 60       | 0     |
| Quilmes             | Argentina | 2016-2017 | 0        | 0     |
| Unión La Calera     | Chile     | 2017-2019 | 20       | 0     |
| Magallanes          | Chile     | 2020      | 28       | 0     |
| Unión San Felipe    | Chile     | 2021      | 17       | 0     |

## Palmarés

### Campeonatos nacionales
| Título     | Club             | País      | Año             |
| ---------- | ---------------- | --------- | --------------- |
| Primera C  | Villa Dálmine    | Argentina | 2002-A          |
| Primera C  | Colegiales       | Argentina | 2007/2008       |
| Primera B  | Unión San Felipe | Chile     | 2009            |
| Copa Chile | Unión San Felipe | Chile     | 2009            |
| Primera B  | Unión La Calera  | Chile     | Transición 2017 |